# Cristo bendiciendo a los niños

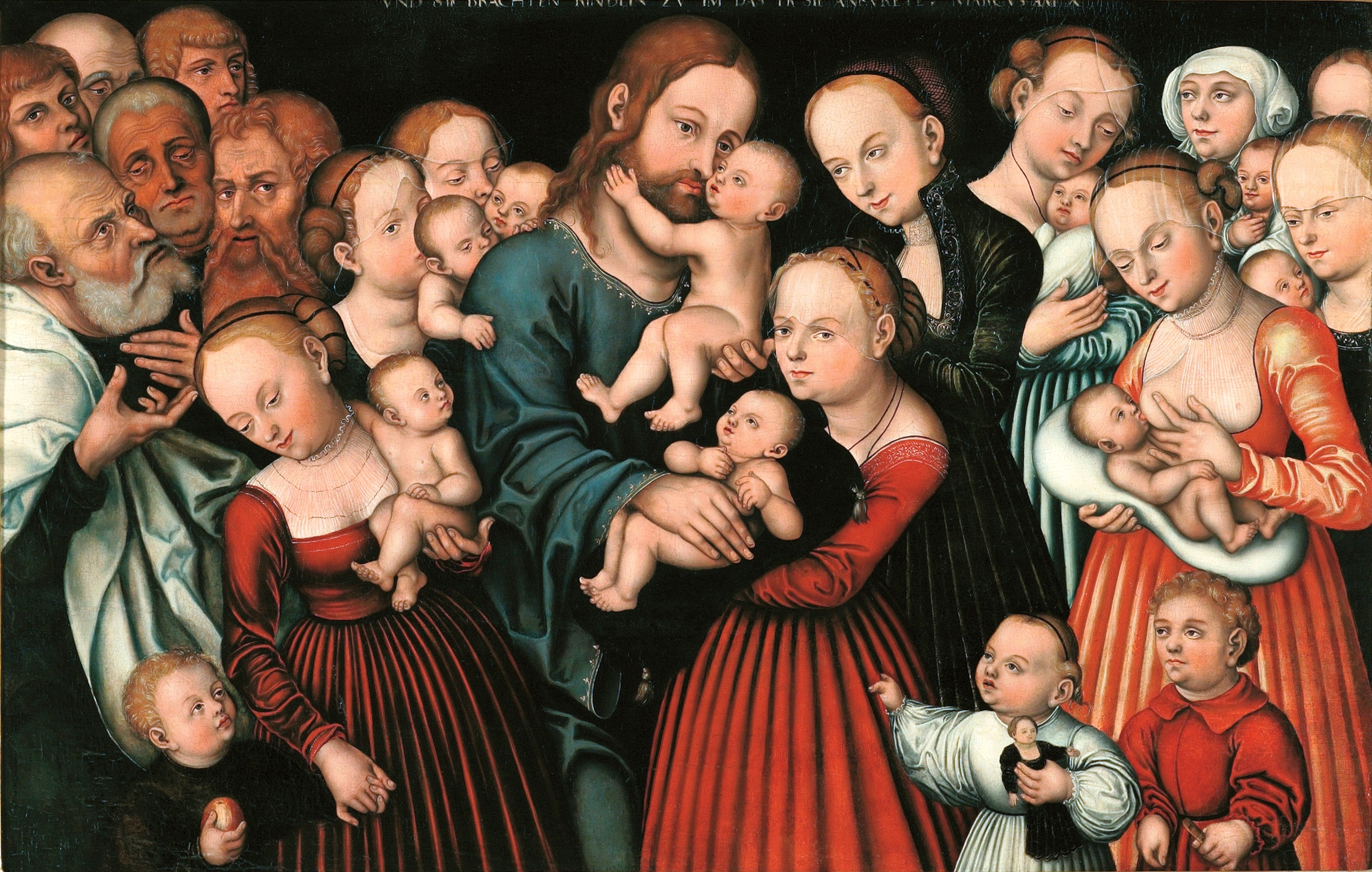
Cristo bendiciendo a los niños, castillo de Wawel, Cracovia.

Cristo bendiciendo a los niños es una pintura de Lucas Cranach el Viejo, probablemente pintada después de 1537. Esta pintura representa la escena de Cristo con niños, mencionada tres veces en los Evangelios del Nuevo Testamento (excepto el Evangelio de Juan), que fue representada repetidamente tanto por el pintor como por su hijo Lucas Cranach el Joven así como por su taller y seguidores.
El comitente de la obra y la historia posterior de la pintura se desconocen hasta 1922, cuando fue comprada para la colección del castillo de Wawel en Cracovia a Ignacy Dubowski de Volinia, obispo de Lutsk. Robada durante la Segunda Guerra Mundial por los nazis, fue encontrada en Viena y en 1968 regresó a Wawel. En 2004, la obra significativamente dañada fue sometida a una minuciosa restauración, que, junto con una investigación sistemática, culminó en octubre de 2012 con una exposición especial de la obra.

## Descripción
Cristo bendiciendo a los niños es un cuadro realizado al temple sobre una tabla de tilo. Sobre un fondo negro y neutro, se representa a Jesús con túnica azul oscuro, rodeado por un nutrido grupo de madres con hijos vestidas a la moda de la época del pintor y varios apóstoles en la esquina superior izquierda observando el evento, entre los que se puede identificar a San Pedro, retratado como un anciano barbudo, calvo y canoso. El tema de la bendición de Jesús a los niños por parte del pintor fue presentado de manera genérica, sin renunciar al talante lírico, al clima de ternura, calidez y amor paternal. La figura de Cristo desplazada levemente a la izquierda del eje es el punto de referencia; la mayor parte de la atención se centra en el Salvador, que es abrazado por uno de los nueve bebés contra su rostro mientras lo sostiene con la mano izquierda. A la derecha está su madre, que se distingue por un vestido oscuro. Al mismo tiempo, Jesús toca tiernamente al segundo bebé con la mano derecha. Está colocado sobre un cojín oscuro sostenido por su madre, con un vestido rojo que agarra uno de sus niños mayores. Es una niña que lleva un vestido blanco y sostiene una muñeca en la mano izquierda. Detrás de ella está su hermano vestido de rojo. Más madres con niños se unen a este grupo. A la derecha, detrás del mencionado niño, destaca una madre que amamanta a su hijo, vestida con un vestido bermellón. Detrás de ella hay tres madres más con sus tres bebés, y otra figura con solo el cabello, frente y cejas visibles. En el lado izquierdo, destaca una mujer con un vestido rojo de escote prominente velado con una fina camisa, que sostiene al bebé curioso por la presencia de Jesús, dirigiéndose a su hijo mayor, un niño que sostiene la mano de su madre y una manzana en la mano derecha. Detrás de Cristo, a la izquierda, hay dos madres más con bebés uno de los cuales agarra a Jesús tirándole del brazo y el grupo de apóstoles antes mencionado. Aunque la mayoría de los personajes tienen caras redondas y regordetas, el artista les dio rasgos individualizados. A lo largo del borde superior está la inscripción: VND SIE BRACHTEN KINDLIN ZV IM DAS ER SIE ANRVRETE MARCUS AM X.

## Análisis

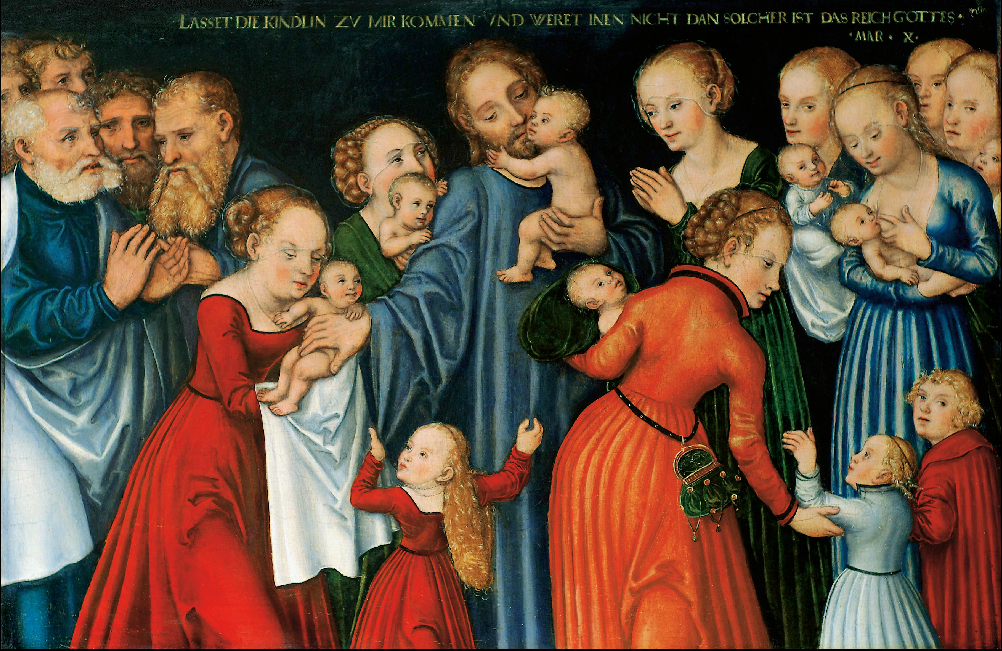
Lucas Cranach el Viejo, Cristo bendiciendo a los niños, hacia 1540, colección privada.

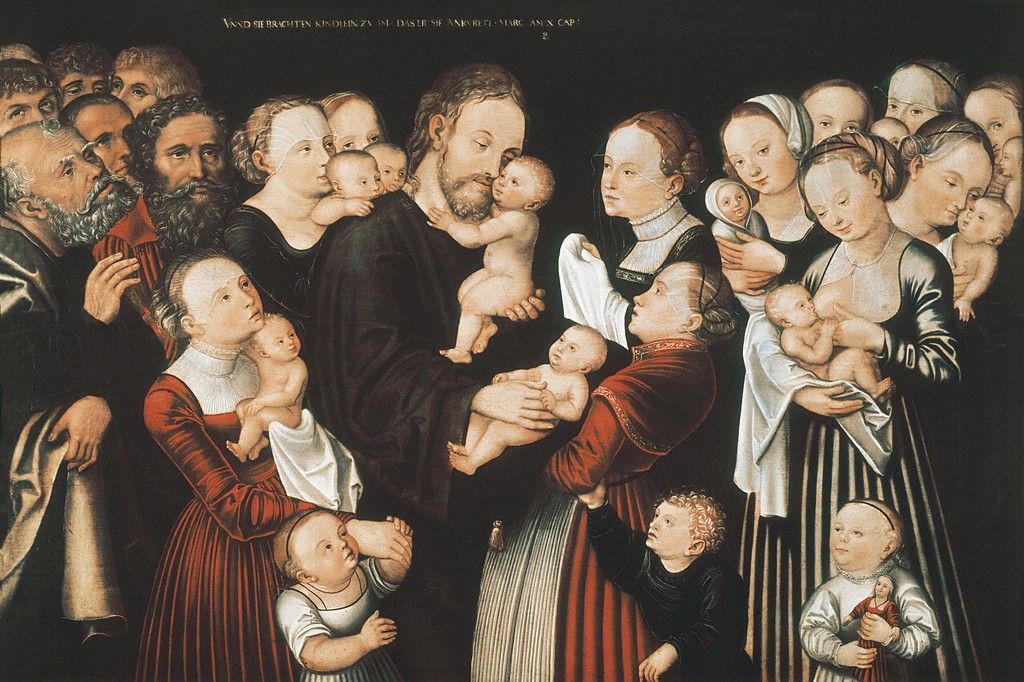
Lucas Cranach el Viejo, Cristo bendiciendo a los niños, c. 1540, Winterthur, Kunstmuseum.

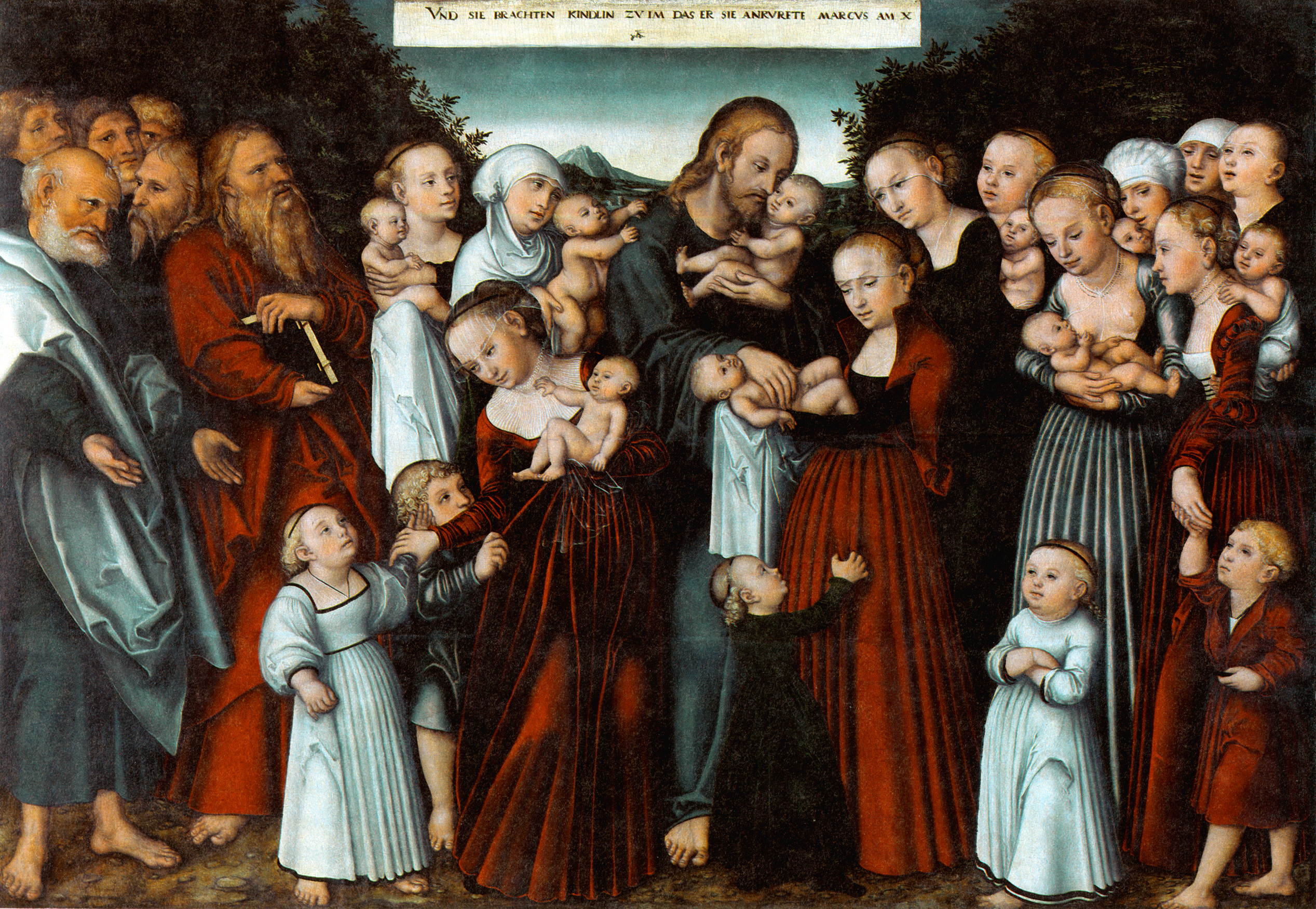
Lucas Cranach el Joven, Cristo bendiciendo a los niños, Dresde, Galería de imágenes de los viejos maestros.

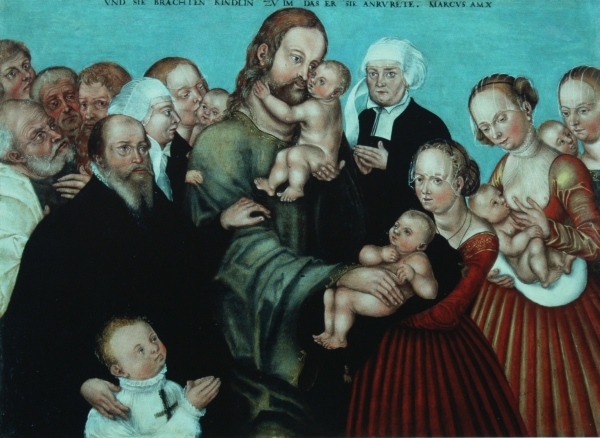
Taller de Lucas Cranach el Viejo, Cristo bendiciendo a los niños, hacia 1560, Castillo de Gottorp, Schleswig.

La fuente del tema de la pintura son tres pasajes ligeramente diferentes contenidos en el Nuevo Testamento bíblico. San Mateo (Mt 19 13-15), Marcos (Mc 10, 13-16) y Lucas (Lc 18, 15-17) mencionan la bendición de los niños en sus Evangelios. Lucas Cranach el Viejo, y luego su hijo, pintaron repetidamente la escena de la bendición de los niños por parte de Jesús; sin embargo, este tema anteriormente no era muy favorecido en el arte sacro, tanto en Oriente como en Occidente. Varios ejemplos han sobrevivido: frescos carolingios en Müstair, Suiza, pinturas románicas de la iglesia de San Angelo in Formis en Capua, Italia, en la iglesia de San Martín en Zillis, Suiza y una pintura de los siglos XIII/XIV en la iglesia principesca de San Nicolás en Curtea de Argeș, Rumanía. El interés por el tema creció rápidamente en la tercera década del siglo XVI, es decir, al iniciarse la Reforma. El líder reformador más influyente fue Martín Lutero, que no solo era amigo de Lucas Cranach el Viejo, sino también padrino de Anna, la hija del pintor. Cranach fue el padrino del hijo de Lutero, John. En su trabajo, los Cranach pintaron repetidamente imágenes religiosas basadas en el contenido teológico y las doctrinas de Lutero, y luego de Philip Melanchton. En muchas áreas, la actitud inicial de los luteranos hacia la pintura religiosa no se desvió de la tradición católica, y la fuente temática fue solo la Biblia, en la que se menciona a los niños varias veces, un ejemplo es la cita "El más pequeño entre todos vosotros es grande". Una de las razones inmediatas del interés en el tema de la bendición de los niños fue la disputa entre luteranos y anabaptistas sobre el bautismo. Las diferencias provienen del hecho de que los luteranos no se apartaron de la tradición y reconocieron el bautismo infantil, mientras que los anabaptistas solo bautizaban a adultos que ya conocían las verdades de la fe. El modelo era el mismo Cristo, quien, de adulto, fue bautizado en el río Jordán a manos de Juan el Bautista. A pesar de la omisión del tema directo del bautismo, la serie de representaciones que también incluye la imagen de Wawel, sería una especie de reflejo de la visión luterana del bautismo. Martín Lutero, refiriéndose a la actitud de Jesús hacia la fe de los niños registrada en los versículos bíblicos, cuestionó las doctrinas de los anabaptistas. Otra razón para la difusión del tema de Cristo bendiciendo a los niños es el cambio en la tendencia de la iconografía cristiana durante la época de la Reforma, cuando muchos temas que fueron habituales en la piedad medieval fueron descartados y compensados con nuevos temas conocidos de la Biblia pero apenas empleados durante la supremacía del catolicismo.
La pintura de Cracovia es una de varias docenas (actualmente se conocen alrededor de 34 pinturas y un grabado) de versiones supervivientes de Cristo bendiciendo a los niños pintados por los Cranach y su taller. El elemento coherente es principalmente la composición polifacética centrada en torno a la figura dominante, que es la de Cristo. Debido a los temas comunes recurrentes, los historiadores del arte han distinguido seis grupos más pequeños, cada uno de los cuales consta de varias imágenes, donde las diferencias son solo en los detalles, y una docena de imágenes con más diferencias, impidiendo la clasificación de estas obras en cualquiera de los grupos. La pintura de Cracovia tiene contrapartes casi idénticas en las pinturas conservadas en la Iglesia de la Santísima Trinidad en Larvik, Noruega y en la casa de subastas Christie's en Ámsterdam. Otras versiones se encuentran principalmente en Sajonia (incluida la Galería de Imágenes de Antiguos Maestros en Dresde, Kunstbesitz der Universität Leipzig, la iglesia de San Wenceslao en Naumburgo, la Catedral de Nuestra Señora en Zwickau), Alemania (incluido el Angermuseum en Erfurt, en el Städel Museum en Frankfurt, la Iglesia de Santa Ana en Augsburg, Johanniterhalle en Schwäbisch Hall, el Kunsthalle en Hamburgo, el Castillo Gottorp en Schleswig), y también en Europa y en el mundo (incluido el Kunstmuseum en Winterthur en Suiza, Narodni Galerie en Praga, Statens Museum for Kunst en Copenhague, en colecciones privadas en París y en el Museo Metropolitano de Arte de Nueva York, y en el Chi Mei Museum en Taipéi.